# Hrabstwo Wood (Teksas)

Piramida wieku hrabstwa

Hrabstwo Wood – hrabstwo położone w USA w stanie Teksas. Utworzone w 1850 r. Siedzibą hrabstwa jest miasto Quitman. Według spisu w 2020 roku hrabstwo liczy 44,8 tys. mieszkańców, w tym 82% stanowi ludność biała nie-latynoska i 10,4% to Latynosi. 

## Geografia
Według US Census Bureau, hrabstwo ma całkowitą powierzchnię 1801,9 km², z czego 1671,1 km² to grunty, a 130,8 km² (7,3%) zajęte jest przez wodę. Większość obszarów wodnych stanowi jezioro Fork Reservoir. Południową granicę hrabstwa wyznacza rzeka Sabine.

### Sąsiednie hrabstwa
- Hrabstwo Hopkins (północ)
- Hrabstwo Franklin (północny wschód)
- Hrabstwo Camp (północny wschód)
- Hrabstwo Upshur (wschód)
- Hrabstwo Smith (południe)
- Hrabstwo Van Zandt (południowy zachód)
- Hrabstwo Rains (zachód)

### Miasta
- Alba
- Hawkins
- Mineola
- Quitman
- Winnsboro
- Yantis

### CDP
- Holly Lake Ranch

## Gospodarka
W 2017 roku hrabstwo jest ważnym ośrodkiem hodowli drobiu (8. miejsce) w Teksasie. Ponadto zajmuje wysokie miejsca w produkcji mleka, chociaż pogłowie bydła liczy tylko 44,5 tys. sztuk. Popularna jest także hodowla koni (2,3 tys.) i kóz (1,5 tys.), produkcja choinek (25. miejsce), oraz szkółkarstwo. Produkcja paszy, warzywa i arbuzy należą do najważniejszych upraw. Istotną rolę w gospodarce hrabstwa odgrywają wydobycie ropy naftowej i gazu ziemnego. 19% areału hrabstwa zajmują obszary leśne. 